# Portales (Nuevo México)
Portales es una ciudad ubicada en el condado de Roosevelt en el estado estadounidense de Nuevo México. En el Censo de 2010 tenía una población de 12280 habitantes y una densidad de población de 671,2 personas por km².

## Geografía
Portales se encuentra ubicada en las coordenadas 34°10′38″N 103°21′18″O / 34.17722, -103.35500. Según la Oficina del Censo de los Estados Unidos, Portales tiene una superficie total de 18,3 km², de la cual 18,29 km² corresponden a tierra firme y (0,01%) 0 km² es agua.

## Demografía
Según el censo de 2010, había 12280 personas residiendo en Portales. La densidad de población era de 671,2 hab./km². De los 12280 habitantes, Portales estaba compuesto por el 74,68% blancos, el 2,55% eran afroamericanos, el 1,56% eran amerindios, el 1,24% eran asiáticos, el 0,04% eran isleños del Pacífico, el 16,15% eran de otras razas y el 3,79% pertenecían a dos o más razas. Del total de la población el 42,98% eran hispanos o latinos de cualquier raza.